# Andrei Mudrea
Andrei Mudrea (ur. 29 kwietnia 1954 w Orgiejowie, zm. 16 stycznia 2022) – mołdawski malarz, plastyk, rzeźbiarz oraz grafik pochodzący z Basarabii. 
Był jednym z uczniów Mihai Grecu. Był twórcą obrazów, grafik, rzeźby i dzieł sztuki. Był założycielem i członkiem „Grupy dziesięciu”. Dorobek Mudrei zajmuje czołowe miejsce wśród dzieł sztuki współczesnej i awangardowej Mołdawii. Był przewodniczącym i członkiem różnych paneli konkursowych w dziedzinie sztuk pięknych odbywających się w Kiszyniowie.
Dzieła Mudrei, tworzone przez trzy dekady, odnotowują ewolucję, która wyznacza kilka etapów wniebowstąpienia. Niosą one indywidualne przesłanie, głęboko filozoficzne, odpowiadają aspiracjom artystycznym i są związane ze zmianami zachodzącymi w narodowym środowisku kulturowym.
Mudrea był uważany za jednego z najważniejszych malarzy besarabskich. Przekazy artysty pełne są niepokojącego dramatu, zwykle zaszyfrowanego, ukryte w metaforze, czy to pejzaże, słynne domy, czy obrazy malowane w postmodernistyczny sposób.